# アエクイ族
アエクイ族（Aequi）は中央イタリアの山岳地帯に紀元前1000年ごろより居住していたオスキ人系種族である。

## 概要
紀元前5世紀にはトゥスクルム、ラビクム、アルギトゥスにその版図を拡大し、ウォルスキ族と共謀して共和政ローマと対立を深めた（ローマ・アエクイ戦争）。紀元前304年アエクイの戦いにおいてローマのマルクス・ウァレリウス・コルウスに敗れ支配下に置かれる。故地にはローマの植民市としてアルバ、フケンス、カルシオリなどの町が建設された。戦後の賠償請求という概念を発明した民族として知られており、ローマも彼らの方式を積極的に取り入れた。